# Апел (ТВ филм)
„Апел” је југословенски ТВ филм из 1965. године. Режирао га је Марио Фанели а сценарио је написао Иво Штивичић.

## Улоге
| Глумац             | Улога |
| ------------------ | ----- |
| Реља Башић         |       |
| Звонимир Чрнко     |       |
| Ана Карић          |       |
| Угљеша Којадиновић |       |
| Весна Крајина      |       |
| Јован Личина       |       |
| Иво Сердар         |       |
| Мирко Војковић     |       |